# Puigverd d'Agramunt
Puigverd d'Agramunt là một đô thị trong tỉnh Lérida, cộng đồng tự trị quần đảo Canary Tây Ban Nha. Đô thị này có diện tích là ki-lô-mét vuông, dân số năm 2009 là 278 người với mật độ 16,35 người/km². Đô thị này có cự ly 119 km so với tỉnh lỵ Lérida.